# Placówka Straży Granicznej I linii „Wasiły-Zygny”
Placówka Straży Granicznej I linii „Wasiły-Zygny” – jednostka organizacyjna Straży Granicznej pełniąca służbę ochronną na granicy polsko-niemieckiej w okresie międzywojennym.

## Geneza
Na wniosek Ministerstwa Skarbu, uchwałą z 10 marca 1920 roku, powołano do życia Straż Celną. Od połowy 1921 roku jednostki Straży Celnej rozpoczęły przejmowanie odcinków granicy od pododdziałów Batalionów Celnych. Proces tworzenia Straży Celnej trwał do końca 1922 roku. Placówka Straży Celnej „Wasiły” weszła w podporządkowanie komisariatu Straży Celnej „Chorzele” z Inspektoratu SC „Chorzele”.

## Formowanie i zmiany organizacyjne
Rozporządzeniem Prezydenta Rzeczypospolitej Polskiej Ignacego Mościckiego z 22 marca 1928 roku, do ochrony północnej, zachodniej i południowej granicy państwa, a w szczególności do ich ochrony celnej, powoływano z dniem 2 kwietnia 1928 roku  Straż Graniczną.
Rozkazem nr 1 z 12 marca 1928 roku w sprawach organizacji Mazowieckiego Inspektoratu Okręgowego Naczelny Inspektor Straży Celnej gen. bryg. Stefan Pasławski określił strukturę organizacyjną komisariatu SG „Chorzele”. Placówka Straży Granicznej I linii „Wasiły-Zygny” znalazła się w jego strukturze.

## Służba graniczna
Sąsiednie placówki:
- placówka Straży Granicznej I linii „Chorzele” ⇔ placówka Straży Granicznej I linii „Janowo” − 1928

## Kierownicy/dowódcy placówki/strażnicy
| stopień    | imię i nazwisko       | okres pełnienia służby | kolejne stanowisko    |
| ---------- | --------------------- | ---------------------- | --------------------- |
| przodownik | Stanisław Kościelniak | – IV 1939              | placówka „Chorzele I” |